# Épsilon Coronae Borealis
Épsilon Coronae Borealis (ε CrB / 13 Coronae Borealis / HD 143107) es una estrella en la constelación de Corona Boreal.
De magnitud aparente +4,13, está situada a 221 años luz del sistema solar.
Épsilon Coronae Borealis es una gigante naranja de tipo espectral K2III y 4353 K de temperatura efectiva.
Es 156 veces más luminosa que el Sol y tiene un diámetro 22 veces más grande que el diámetro solar, equivalente a 0,10 UA.
Gira sobre sí misma con una velocidad de rotación proyectada de 1 km/s, por lo que su período de rotación puede ser de hasta 275 días.
Al igual que otras gigantes análogas, fusiona helio en carbono y oxígeno.
En estas estrellas la masa es difícil de determinar, estimándose la de Épsilon Coronae Borealis en 2,5 masas solares.
Su edad actual es de 600 - 700 millones de años y comenzó su vida como una estrella mucho más caliente de tipo B9V.
Épsilon Coronae Borealis tiene una compañera estelar visualmente a dos segundos de arco.
De magnitud +12,6, es una enana naranja de tipo K3V - K9V.
La separación real entre ambas estrellas es de más de 135 UA y, asumiendo una masa de 0,55 masas solares para esta tenue acompañante, emplearía al menos 900 años en completar una órbita.